# 周恩来同志少年读书旧址
周恩来同志少年读书旧址，位于辽宁省沈阳市大东区东顺城街育才巷10号。

## 历史
此处为奉天省官立东关模范两等小学堂，建于1910-1911年，占地2.59多万平方米，建筑面积6千多平方米，包括中式门房、前后两栋前廊式教学楼和礼堂。1910年至1913年，周恩来离开淮安到东北随伯父周贻赓寄居，就读于这所小学，直至三年后入天津南开学校学习。此处曾改为沈阳市第六中学。1978年，中共辽宁省委和沈阳市委修复东关模范两等小学堂旧址的两楼一堂，辟为周恩来少年读书旧址纪念馆，于当年3月4日开馆。前廊式红色砖木楼房。1979年，又在前教学楼前落成四米高的周恩来全身石像。

## 保护
1979年9月5日，周恩来同志少年读书旧址由辽宁省革命委员会公布为第二批辽宁省文物保护单位。